# Triaenophora rupestris
Triaenophora rupestris är en snyltrotsväxtart som först beskrevs av William Botting Hemsley, och fick sitt nu gällande namn av Soler.. Triaenophora rupestris ingår i släktet Triaenophora och familjen snyltrotsväxter. Inga underarter finns listade i Catalogue of Life.